# 스포츠 엔터테인먼트
스포츠 엔터테인먼트(sports entertainment)는 스포츠의 형태를 취하는 엔터테인먼트의 한 형식으로, 운동 능력의 경쟁보다는 극적인 이야기나 유머, 볼 거리, 흥미 요소를 강조한다. 어떤 스포츠 엔터테인먼트는 승자를 미리 결정해 놓기도 한다. 이 용어는 1980년대에 월드 레슬링 페더레이션의 회장인 빈스 맥맨이 사용함으로써 잘 알려졌다. 이 용어를 통해 WWF는 그를 국가나 주 정부, 주 체육 위원회의 통제를 받는 운동 경기들과 거리를 둘 수 있었고, WWF와 레슬러들이 외부의 규제로부터 상대적으로 자유롭게 행동할 수 있었다.

## 같이 보기
- 친선 경기